# Materiał samozapalny
Materiał samozapalny – jest to materiał palny, substancja lub mieszanina, która ma temperaturę samozapłonu niższą od temperatury pokojowej. Takie substancje są piroforyczne, tj. w zetknięciu z powietrzem (dokładniej atmosferą zawierającą powyżej 10% tlenu) ulegają samozapłonowi (samorzutnie zapalają się).  
Należą do nich np. fosfor biały, siarczek fosforu(V), fosforki metali, rubid, cez, silnie rozdrobnione metale użytkowe (np. żelazo), wiele związków metaloorganicznych (np. trietyloglin). 
Istnieją również mieszaniny, które ulegają samozapłonowi w temperaturze pokojowej po zmieszaniu składników, np. gliceryna + nadmanganian potasu lub sproszkowany cynk + azotan amonu + woda. 